# デンドロビウム・ハーヴィアヌム
デンドロビウム・ハーヴィアヌム Dendrobium harveyanum Rchb. f. は、ラン科植物の1つ。黄色い花の花弁の縁が細かく裂ける特長がある。

## 特長

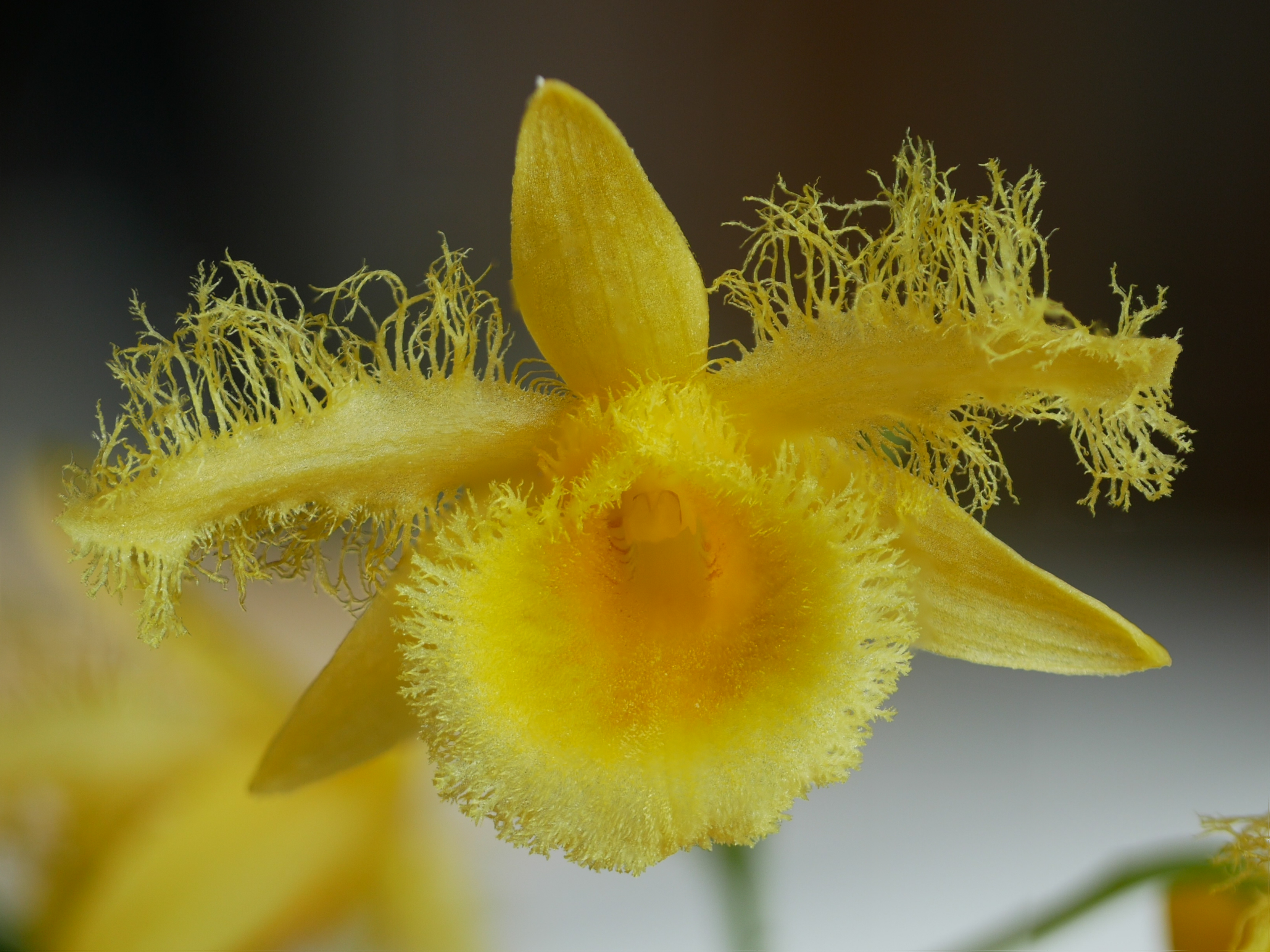
花の拡大
立体的構造を示す

多年生の草本で着生植物。茎はさほど伸びず、20-30cm、紡錘形で縦に皺が走る。葉は長さ10-15cmほどで濃緑色で革質、1つの茎に3-6枚を生じる。形は楕円形で、普通は茎の先端の2-3節にだけ生じ、落葉しない。
開花期は春で、花茎は茎の上部の節から出て長さ5-7cm、弧状に伸びて先端がやや下を向いて垂れる。花茎には2-3個、あるいはそれ以上の数の花をつける。
花は径5cmほどで弁は平らに開く。色は鮮黄色で、側花弁と唇弁の縁が細かな羽状に切れ込む点で、本属中でも特異なものである。
種小名は人名による。

## 分布と生育環境
ミャンマーからタイ、中国に分布する。標高1000-1700mの山地帯に産し、日当たりのよい樹木の幹に生える。

## 分類
エウゲナンテ節 Sect. Eugenantheに含める。よく似たものにブライマリアヌム D. brymerianum がある。この種も唇弁の縁が細かく分かれる特長があるが、側花弁の縁は滑らかで、またこの種は背丈が30-50cmにもなる。

## 利用
洋ランの1つとして栽培される。さほど普及はしていないが、ヨーロッパへの導入は1863年、日本へは明治42年に持ち込まれた。